# Odorrana melasma
Odorrana melasma är en groddjursart som först beskrevs av Stuart och Tanya Chan-ard 2005.  Odorrana melasma ingår i släktet Odorrana och familjen egentliga grodor. IUCN kategoriserar arten globalt som otillräckligt studerad. Inga underarter finns listade i Catalogue of Life.